# Microtritia fusa
Microtritia fusa är en kvalsterart som beskrevs av Wojciech Niedbała 2000. Microtritia fusa ingår i släktet Microtritia och familjen Euphthiracaridae. Inga underarter finns listade i Catalogue of Life.